# Металлург (стадион, Москва)
«Металлург» — стадион в Москве, Россия. Собственником стадиона является ОАО «Московский металлургический завод „Серп и Молот“». На стадионе выступает футбольный клуб «Серп и Молот». Также используется расположенным рядом МГТУ им. Н.Э. Баумана для проведения физкультурных занятий.

## История
После основания клуб получил название «Астаховский клуб спорта». Был назван в честь молодого рабочего Иллариона Астахова, убитого полицией в дни Февральской революции 1917 года.
Клуб спорта воспитал множество будущих звёзд большого футбола: Валентин Гранаткин, Борис Аркадьев, Григорий Федотов, Константин Бесков, Сергей Капелькин — после стали звёздами ЦДКА и «Динамо», также проводили свои занятия на стадионе легкоатлеты братья Георгий и Серафим Знаменские.
В 1990–1995 годах на стадионе играла женская футбольная команда «Серп и Молот» — высшее достижение — второе место в чемпионате СССР в 1990 году.

## Реконструкция
В 2024 году на территории стадиона начались подготовительные работы, в 2025 начата реконструкция. По информации на май 2025 года, стадион находится в стадии завершения отделочных работ. Завершение реконструкции планируется к концу 2025 года: в рамках проекта планируют создать современный комплекс с универсальными залами общей площадью более 3,6 тысячи квадратных метров. На месте старого футбольного поля создадут универсальную игровую арену с искусственной травой и подогревом. Играть на ней можно будет не только в футбол, но и в регби. Со стороны трибуны сделают дополнительные дорожки для разминки и забегов на короткие дистанции. Вокруг поля обустроят восемь дорожек. На месте старой трибуны появится современный административно-бытовой комплекс со встроенной трибуной. На месте устаревших манежей планируют обустроить современный всесезонный физкультурно-оздоровительный комплекс. У входа на территорию с восточной стороны разобьют цветники. Под деревьями и навесами разместят парковые качели и скамейки. Территорию стадиона озеленят, сделают наружное освещение, чтобы занятия спортом были комфортными в любое время суток. В порядок также приведут парковку, заменят плиточное покрытие и асфальт, установят новые малые архитектурные формы.

## Адрес
Стадион расположен на территории Басманного района города Москвы в ЦАО: Россия, 105094, Москва, улица Новая Дорога, 11.

### Проезд
От станции метро «Электрозаводская» по Гольяновской улице. Въезд на территорию стадиона с улицы Новая Дорога.